# Латгальское предместье

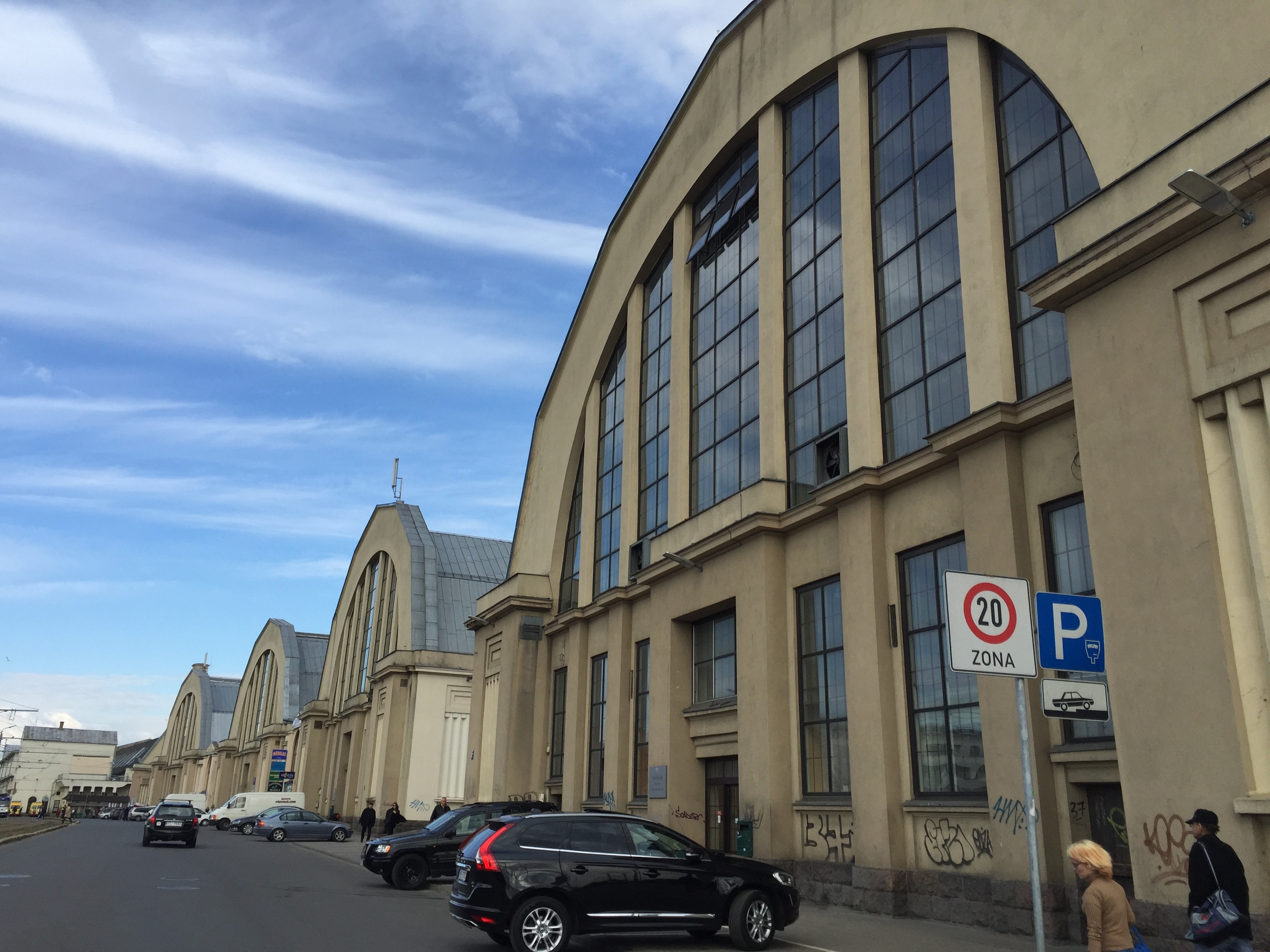
Центральный рынок

Латга́льское предместье (латыш. Latgales priekšpilsēta; до 1991 года — Московский район) — крупнейший по населению район Риги (около 190 тыс. чел.), расположенный на юго-востоке города. Преобладает современная многоэтажная застройка, однако в северной части сохранилась историческая застройка XIX века. По территории района проходит железнодорожная линия на Даугавпилс; здесь же расположена крупная железнодорожная сортировочная станция Шкиротава. Сразу за восточной границей района находится электростанция ТЭЦ-2.

## Микрорайоны
Латгальское предместье включает в себя следующие микрорайоны:
- Авоты
- Гризинькалнс (частично в Центральном районе)
- Дарзини
- Дарзциемс
- Кенгарагс
- Латгале
- Плявниеки
- Румбула
- Салас (частично: только остров Закюсала)
- Шкиротава